# La Scala
La Scala (italijansko Teatro alla Scala) je znamenita operna hiša v Milanu. Spada med najbolj znane operne hiše na svetu.
Poslopje je bilo odprto leta 1778. Scalo sicer po stavbni gmoti in z veličastno zunanjostjo ter stopniščem prekašata pariška Grand opera in dunajska Državna opera, z 2.800 sedeži pa je milanska hiša (ob barcelonskem Teatro del Liceu) največje evropsko klasično gledališče. 

## Zgodovina
Sedanja zgradba Scale je naslednica v požaru, 25. februar 1776, uničenega prejšnjega gledališča Teatro Regio Ducale. Skupina devetdesetih bogatih Milančanov, ki je imela v lasti zasebne lože v gledališču, je pisala nadvojvodi Ferdinandu Avstro-Este in ga prosila za novo gledališče. Neoklasičistični arhitekt Giuseppe Piermarini je pripravil prvi projekt, ki ga je grof Firmian (avstrijski guverner, kasneje guverner Lombardije) zavrnil.
Piermarini je izdelal novo različico načrta, ki ga je leta 1776 potrdila cesarica Marija Terezija. H gradnji je prispevala zemljišče in financirala fasado, ter si s tem poskušala pridobiti naklonjenost lombardijskega plemstva in prebivalstva, ko je Lombardija po stoletjih francoske prevlade prišla pod Habsburžane. Novo gledališče je bilo zgrajeno na mestu nekdanje cerkve Santa Maria della Scala, po kateri je gledališče tudi dobilo ime. Cerkev je bila porušena in odposvečena. V samo 23 mesecih so Pietro Marliani, Pietro Nosetti, Antonio in Giuseppe Fe gledališče zgradili. Otvoritev je bila avgusta 1778 leta. Gledališče je imelo več kot 3.000 sedežev (678 v parterju, šest nadstropij z ložami in dve galeriji; prostornina dvorane je bila ena največjih v Italiji - 16,15 m x 20,4 m x 26 m ). Slavnostno odprtje je bilo poleti leta 1778 s Salierijevo opero L'Europa riconosciuta.
Gradbeni stroški so bili pokriti s prodajo lož, ki so jih lastniki bogato okrasili. Scala je kmalu postala zbirališče plemiških in bogatih milanskih ljudi. Po tradiciji tedanjega časa v parterju ni bilo stolov, tako da so gledalci gledali predstave stoje. Orkester je bil v nivoju parterja, saj orkestrska jama (Golfo mistico) še ni bila zgrajena. Na galerijo so hodili manj premožni obiskovalci. Imenovali so jih loggione in so bili običajno najbolj kritični ljubitelji opere, lahko so bili navdušeni ali neusmiljeni do pevcev. Galerija je bila v Scali zgrajena prvič na svetu. Tako kot pri večini gledališč v tistem času, je imela v preddverju tudi Scala kazino z mizami za igralce.
Mary Shelley, znana angleška pisateljica je v septembru 1840 izjavila, da so razmere v avditoriju preveč neprijetne za ljubitelje opere, saj gledališče La Scala služi ne le kot univerzalen prostor za srečanja milanske družbe, ampak za vsakovrstna sklepanja trgovskih poslov, tako da se lahko melodijo ujame le v odlomkih.
Scala je bila prvotno osvetljena s 84 oljnimi svetilkami pritrjenimi na zunanji strani lož in drugod po gledališču. Da bi omejili možnosti požara, je bilo v več prostorih nameščeno nekaj sto veder vode. Kasneje so oljenke nadomestili s plinskimi svetilkami, te pa so leta 1883 nadomestile električne luči.
Prvotna zgradba je bila prvič obnovljena leta 1907, ko je bilo število sedežev zmanjšano na 2.800.
Od leta 1918 do leta 1920 je bila operna hiša Scala zaprta.
Leta 1943, med drugo svetovno vojno, je bilo gledališče močno poškodovano zaradi bombnih napadov. Obnovljeno in ponovno odprto je bilo 11. maja 1946 z nepozabnim koncertom, ki ga je dirigiral Arturo Toscanini, solistka pa je bila sopranistka Renata Tebaldi.
Nepremišljena rekonstrukcija je imela polno raznih napak, ki so vplivale na akustiko. Temeljita prenova je bila nujno potrebna. O načinu rekonstrukcije je sledila ogorčena razprava. Kljub velikim protestom (prima balerina Carla Fracci je zbrala 18.000 podpisov v korist ohranjanja in skrbne posodobitve odra) je bila večina porušena. Od prvotne zgradbe je bilo ohranjeno le preddverje, avditorij in jekleni nosilci, ki so podpirali zunanje stene. Celoten zadnji del pa je bil odstranjen.

## Zadnja prenova
Gledališče je doživelo večjo prenovo ponovno leta 2002. Od 19. januarja 2002 do novembra 2004 je opera gostovala v novem Teatro degli Arcimboldi, zgrajenem na območju industrijske cone Pirelli-Bicocca, 4,5 kilometrov od centra mesta.
Za obnovo Scale je skrbel priznani švicarski arhitekt Mario Botta. Gledališče je dobilo sodobno tehnologijo. Odstranjene so bile težke rdeče preproge v dvorani. Oder je bil v celoti ponovno zgrajen. Razširjeno zakulisje omogoča več sklopov, ki se shranjujejo in omogočajo več produkcije. Sedeži imajo monitorje za elektronski sistem branja libreta. Radio Marconi, italijansko podjetje, omogoča občinstvu da sledijo besedilu opere v angleščini in italijanščini ter v izvirnem jeziku.
Operno hišo so ponovno odprli 7. decembra 2004 ko je bila izvedena, tako kot leta 1778, Salierijeva Europa riconosciuta. V režiji Luca Ronconija, Pier Luigi Pizzi je oblikoval sceno, dirigent je bil Riccardo Muti, glavno vlogo je pela nemška sopranistka Diana Damrau. Med 2.000 povabljenimi gosti so bili tudi Sophia Loren in Giorgio Armani, ter člani več evropskih kraljevih družin. Vstopnica za najvišje kategorije je, za otvoritveno slovesnost, stala 2400 €.
Prenova je stala 61 milijonov EUR in pustila proračunski primanjkljaj, ki ga je operna hiša premagala do leta 2006.

## Gledališče danes
V zadnjih 200 letih je v Scali sodelovala večina največjih italijanskih opernih umetnikov in veliko najboljših pevcev iz vsega sveta. Danes je gledališče še vedno priznano kot eno vodilnih opernih in baletnih gledališč na svetu in je dom zboru, baletu in orkestru gledališča La Scala. Gledališče ima tudi izredno šolo, znano kot gledališka akademija La Scala (italijansko: Teatro alla Scala Accademia), ki nudi strokovno usposabljanje na področju glasbe, plesa, obrti in režije.
Sezona v Scali se tradicionalno odpira 7. decembra, na dan praznika milanskega svetnika zavetnika Svetega Ambroža. Vse predstave se morajo končati pred polnočjo, zato se morajo dolge opere pričeti prej kot običajno.

## Muzej
Operni muzej (Museo Teatrale alla Scala), dostopen v preddverju gledališča, je del operne hiše in vsebuje zbirko slik, osnutkov, kipe, kostume in druge dokumente v zvezi s Scalo in operno zgodovino nasploh. Scala gosti tudi Accademia d'Arti e dello Spettacolo Mestieri (Akademija za scenske umetnosti). Njen cilj je usposobiti nove generacije mladih glasbenikov, tehnično osebje, za plesalce pa imajo še posebno ustanovo Scuola di Ballo del alla Scala Teatro, ki je ena od enot v Akademije.

## Orkester
V 19. stoletju v italijanski glasbi prevladujejo "bolečine melodrame", kot to duhovito imenuje Gian Francesco Malipiero. Pomanjkanje komorne in simfonične tradicije v Italiji botruje zamudi oblikovanja simfoničnega orkestra in opernih dirigentov.
V melodramah je orkester vodil prvi violinist, kot na primer ugledni Alessandro Rolla in njegov učenec Eugenio. Šele leta 1854 postane prvi pravi dirigent na odru s taktirko v roki Albertom Mazzuccato.
Mazzuccato je začel v Scali obdobje slavnih dirigentov kot so bili Franco Faccio, Leopoldo Mugnone, Edoardo Mascheroni in končno Arturo Toscanini.
Franco Faccio je imel čast, da dirigira premiero Othella leta 1887, Edoardo Mascheroni Falstaffa leta 1893, medtem ko je Toscanini, po dolgi bitki, preoblikoval Scalo iz zasebnega gledališča pod upravo Pokrajine(1921/22 sezona).
Mednarodni ugled si je orkester nenehno krepil zahvaljujoč stalni prisotnosti velikih dirigentov, kot so bili Toscanini, Victor de Sabata, Wilhelm Furtwängler in Herbert von Karajan, Guido Cantelli in Leonard Bernstein, Gianandrea Gavazzeni, Carlo Maria Giulini, Carlos Kleiber in Claudio Abbado, z Riccardom Mutijem pa se je mednarodni ugled orkestra še povečal.
Sestavljen je iz 135 glasbenikov in velja za enega najboljših svetovnih orkestrov za uprizarjanje oper. Dosegel je prestižno mednarodno pozicijo tudi kot simfonični orkester.
Glavna značilnost orkestra je njegova sposobnost, da ustvari enoten zvok, ki je tipičen za slog alla Scala Teatro in se prenaša iz roda v rod.
Vsestranski in mehak zvok in hitro ustvarjanje ravnotežja barve glasu opere, so značilne za orkester gledališča Scala.

## Zbor
Zbor Teatro alla Scala je sinonim za prestiž in umetniško kakovost v Italiji in po svetu.
Stopnja dosežene odličnosti je plod trdega in natančnega dela, opravljenega v zadnjih letih s pomočjo mojstrov z največjo občutljivostjo. Pomembna imena velja omeniti: Vittore Veneziani, ki ga imenuje Toscanini v  povojnem obdobju, Norberto Mola, v 60. in 70. letih zelo strog Roberto Benaglio, ki je pravi tonski mojster; Romano Gandolfi s Claudiom Abbadom.
Potem, v 90. letih, Roberto Gabbiani da Riccardu Mutiju zbor z gotskim znanjem. Prav tako se je okrepil sodoben (Dallapiccola, Petrassi, Penderecki, ...) in star repertoar (Gesualdo da Venosa), kot tudi Richard Strauss. Z Brunom Casonijem, ki je trenutno zborovodja in velik strokovnjak za glasove, ustvarja zbor tipični odrski zvok, močan in gibajoč hkrati.
Čeprav zbor v glavnem poje operni repertoar, njegova fleksibilnost omogoča, da se sooča z različnimi vrstami koncertov: od zborovsko-simfonične do komorne glasbe, od večglasnega petja do muzikoloških raziskav, ter sodobno glasbo 20 stoletja. Med temi repertoarji je treba omeniti motete in pesmi Tres sacrae Gesualdo Da Venosa, mašo Super iniquos Odio habui Luce Marenzia in L'homme Missa armé Carissima in predvsem pa Verdijev Requiem, ki velja za vrhunec zborovskega repertoarja.
Z leti se je zbor, kot tudi vse ostale družbe v Scali, sodeloval na številnih in uspešnih evropskih in svetovnih turnejah v Rusiji, ZDA, Kanadi, na Japonskem in v Južni Koreji.

## Akademija
Akademija v Scali je vadbeni poligon za odrske strokovnjake, ki sodelujejo v nastopih. Pod vodstvom njenega predsednika Pier Andrea Chevallarda in direktorja Luisa Vincija, ima Akademija štiri oddelke: za glasbo, ples, scenografske delavnice (tonski mojster, kostumograf, lasuljar in make up, mojster za razsvetljavo, dekorater, odrska fotografija, video, itd.) in upravljanje.
Širok program dejavnosti učenja vključuje tečaje, strokovno usposabljanje in delavnice, ki so priložnost za mlade, stare med 6 in 30 let iz vsega sveta, da bi dali svoj pečat na umetniških, tehničnih in vodstvenih področjih.
Zahvaljujoč odličnim pedagogom, uveljavljenim umetnikom in strokovnjakom, Akademija zagotavlja svojim študentom odlično usposabljanje. Učni načrt, ki temelji na učnem stilu, ki spodbuja neposreden stik s strokovno javnostjo omogoča študentom, da pridobijo spretnosti iz prve roke, ki se krepijo z intenzivnimi izkušnjami v času pripravništva.
V zadnjih letih so se prizadevanja za izmenjavo študentov, študijskih obiskov in koncertnih turnej povečala. Evropska skupnost financira raziskave in projekte sodelovanja.

## Glavni dirigenti
- Franco Faccio, (1871-1889)
- Arturo Toscanini, (1898–1908)
- Tullio Serafin, (1909–1914, 1917–1918)
- Arturo Toscanini, (1921–1929)
- Victor de Sabata, (1930–1953)
- Carlo Maria Giulini, (1953–1956)
- Guido Cantelli, (1956)
- Gianandrea Gavazzeni, (1966–1968)
- Claudio Abbado, (1968–1986)
- Riccardo Muti, (1986–2005)
- Daniel Barenboim, (2006-2011, Maestro Scaligero; glasbeni direktor od decembra 2011 dalje)

## Pomembni skladatelji
V Scali se je proslavila velika trojica opernih skladateljev: Rossini - Donizetti - Bellini, leta 1842 pa je v njej zavladal mladi Verdi, ki je z zborom sužnjev iz Nabucca prispeval ljusko himno v vstaji proti osovraženim Avstrijcem.
Na odru hiše so nastopili najboljši svetovni operni pevci, tu so doživele svoje krste nekatere še danes najpomembnejše operne stvaritve največjih skladateljev.

## Nekatere krstne predstave
- 1926: Turandot, Giacomo Puccini
- 1913: Ljubezen treh kraljev, Italo Montemezzi
- 1904: Madama Butterfly, Giacomo Puccini
- 1896: Andrea Chénier, Umberto Giordano
- 1893: Falstaff, Giuseppe Verdi
- 1892: La Wally, Alfredo Catalani
- 1887: Otello, Giuseppe Verdi
- 1876: La Gioconda, Amilcare Ponchielli
- 1870: Guarany, Antônio Carlos Gomes
- 1845: Giovanna d'Arco, Giuseppe Verdi
- 1843: Lombardijci na prvem križarskem pohodu, Giuseppe Verdi
- 1842: Nabucco, Giuseppe Verdi
- 1840: En dan kraljevanja, Giuseppe Verdi
- 1839: Oberto, grof svetega Bonifacija, Giuseppe Verdi
- 1837: Il giuramento, Saverio Mercadante
- 1835: Maria Stuart, Gaetano Donizetti
- 1833: Lucrezia Borgia, Gaetano Donizetti
- 1832: Ismalia, Saverio Mercadante
- 1831: Chiara di Rosembergh, Luigi Ricci
- 1831: Norma, Vincenzo Bellini
- 1829: Tujka, Vincenzo Bellini
- 1827: Pirat, Vincenzo Bellini
- 1814: Turek v Italiji, Gioacchino Antonio Rossini

## Slovenci v Scali
- Marko Letonja – dirigent
- Anton Dermota – tenor (po 2. sv. vojni)
- Jože Gostič – tenor (1952)
- Janez Lotrič – tenor
- Matjaž Robavs – tenor